# Mordellistenochroa
Mordellistenochroa is een geslacht van kevers uit de familie spartelkevers (Mordellidae).
Het geslacht is voor het eerst wetenschappelijk beschreven in 1982 door Horák.

## Soorten
Het geslacht omvat de volgende soorten:
- Mordellistenochroa fallaciosa (Ermisch, 1969)
- Mordellistenochroa strejceki Horák, 1982